# Cvelbar
Cvelbar je priimek v Sloveniji, ki ga je po podatkih Statističnega urada Republike Slovenije na dan 1. januarja 2010 uporabljalo 345 oseb in je med vsemi priimki po pogostosti uporabe uvrščen na 1.059. mesto.

## Znani nosilci priimka
- David Cvelbar (*1979), glasbenik-bobnar in oblikovalec svetlobe
- Franc Cvelbar (1932—2021), fizik, univ. prof., častni član DMFA
- Gorazd Cvelbar, športni urednik
- Ivan Cvelbar, rokometaš
- Joseph Cvelbar, izeljenski duhovnik v ZDA
- Jože Cvelbar (1895—1916), pesnik in slikar
- Jože Cvelbar (1908—1997), zdravnik
- Ljubica Knežević Cvelbar /Cvelbar Knežević, ekonomistka, strokovnjakinja za turizem, prof. EF UL
- Martin Cvelbar, bibliotekar na Univerzi Queensland v Avstraliji
- Martina Cvelbar (*1961), farmacevtka, direktorica urada RS za zdravila ...
- Milan Cvelbar (1923—2001), kipar (prej mdr. igralec)
- Mirjam Cvelbar (*1964), ginekologinja, porodničarka?
- Petra Cvelbar, fotografinja
- Renata Cvelbar Bek, diplomatka
- Robert Cvelbar (*1966), strojnik /mehanik - FS
- Uroš Cvelbar, fizik, vodja odseka za plinsko elektroniko IJS; prof.
- Viktor Cvelbar (1923—2016), generalmajor JLA